# Supa de varză
La soupe aux choux (1981) este un film francez științifico-fantastic-comedie regizat de Jean Girault cu Louis de Funès, Jean Carmet și Jacques Villeret. Filmul se bazează pe un roman cu același nume scris de René Fallet și publicat în 1980.

## Povestea
Claude Ratinier (Louis de Funès), poreclit Le Glaude, este un țăran bătrân care locuiește la țară împreună cu vechiul său prieten Francis Chérasse (Jean Carmet), cunoscut ca Le Bombé. Cei doi trăiesc într-un stil rural în comparație cu restul lumii care s-a modernizat. Claude și Francis stau mai tot timpul beți și mănâncă supă de varză.
Într-o noapte beau ca de obicei și se întrec care face un pârț mai zgomotos. După aceea, fiind prea obosiți, se duc la culcare. Între timp o navă extraterestră coboară în curte. Din ea coboară un extraterestru (Jacques Villeret) care îl trezește pe Claude pentru a comunica cu el cu un sunet ca de sirenă. Le Bombé este adormit în timp ce fugea spre extraterestru. Claude află că vizitatorul său vine de pe planeta Oxo și că locuitorii acestei mici planete trăiesc 200 de ani fără ca să îmbătrânească. Îi dă un pahar de vin, dar extraterestrul refuză. Glaude îl trimite pe extraterestru acasă cu o canistră plină de supă de varză. A doua zi Le Bombé îi spune lui Claude de vizita extraterestră, dar acesta îi spune că a avut vedenii de la băutură, la fel i se spune și la secția de poliție.
Claude este vizitat a doua oară, extraterestrul refuză un păhărel de vin, dar pleacă cu canistrele pline cu zeamă de varză, nu înainte de a-l întreba pe Claude dacă îi e dor de soția lui decedată. Aceasta apare la ușă, noaptea târziu, fiind în vârstă de doar 20 de ani. Bineînțeles că cei doi nu se înțeleg datorită diferenței prea mari de vârstă, așa că ea pleacă la Paris cu un tânăr care îi promite multe, dar ajunge chelneriță la un restaurant.
Între timp, primarul orașului decide că e timpul ca orașul lor să se modernizeze. El plănuiește să facă un teren de distracții care ar trebui să fie construit și pe pământul celor doi bețivi bătrâni. Cei doi refuză oferta primarului, dar acesta se răzbună pe ei construind până în apropierea caselor lor parcul de distracții. Lumea aruncă prin gard în cei doi bătrâni cu diferite obiecte și strigă Prostănacii!... Prostănacii!....
Glaude îl convinge pe Bombé să se mute pe planeta Oxo împreună cu pisica și să trăiască acolo fericiți până la 200 de ani și să-i învețe pe extratereștri să facă ciorbă de varză. Nu pleacă înainte ca Glaude să-i trimită tinerei sale soții numeroase monede de aur. În scena de final, Glaude, Bombé și extraterestrul beau vin în timp ce farfuria zburătoare intră în spațiul cosmic.

## Distribuția
- Louis de Funès este Claude Ratinier
- Jean Carmet este Francisc Chérasse, vecinul și prietenul lui Claude Ratinier
- Christine Dejoux este Francine, soția întinerită a lui Claude
- Jacques Villeret este Oxianul, un extraterestru
- Henri Génès este șeful de brigadă
- Claude Gensac este Amelie Poulangeard, localnică și considerată nebuna satului

## Vezi și
- Listă de filme SF de comedie